# Михайлов В'ячеслав Олександрович
В'ячеслав Олександрович Михайлов (13 квітня 1938, місто Дубовка, тепер Волгоградської області, Росія) — радянський діяч, партійний історик, секретар Ворошиловградського обкому КПУ, міністр Російської Федерації у справах національностей та федеративних відносин. Доктор історичних наук, професор

## Біографія
У 1961 закінчив Львівський державний університет імені Івана Франка за спеціальністю «історик».
У 1961—1963 працював вчителем історії, завідувачем навчальної частини Максимовської середньої школи Цілиноградської області Казахської РСР. Член КПРС.
У 1963—1964 роках — завідувач навчальної частини Грозьовської восьмирічної школи Львівської області. У 1964—1966 роках — заступником директора Стрілківської середньої школи-інтернату Львівської області.
У 1966—1969 роках навчався в аспірантурі на кафедрі історії КПРС Львівського державного університету імені Івана Франка. У 1970 році захистив кандидатську дисертацію в Львівському університеті на тему: «Діяльність партійних організацій західних областей України із інтернаціонального виховання населення».
У 1969—1972 роках — заступник секретаря партійного комітету Львівського державного університету імені Івана Франка. У 1972 році працював старшим викладачем кафедри історії КПРС Львівського державного університету імені Івана Франка.
У 1972—1978 роках — завідувач відділу пропаганди і агітації Львівського обласного комітету КПУ.
У 1978—1984 роках — інструктор відділу пропаганди ЦК КПРС у Москві.
У 1983 році без відриву від роботи в ЦК КПРС захистив дисертацію в Академії суспільних наук при ЦК КПРС за спеціальністю ВАК 07.00.01 «Історія КПРС» на тему: «Діяльність КПРС із формування і поглиблення інтернаціоналістської свідомості трудящих західних областей України (1939—1981 рр.)».
У 1984 — 19 грудня 1987 року — секретар Ворошиловградського обласного комітету КПУ з питань ідеології.
У 1987 році призначений завідувачем сектора теорії нації та національних відносин Інституту марксизму-ленінізму при ЦК КПРС у Москві.
У 1987—1991 роках — завідувач відділу організаційно-партійної роботи, заступник завідувача державно-правового відділу, 1-й заступник завідувача відділу національних відносин, завідувач відділу національних відносин, завідувач відділу національної політики ЦК КПРС.
У 1991—1992 роках — науковий консультант журналу «Я і світ» об'єднання «Символ» в Москві.
У 1992 році — заступник голови Виконавчого комітету Руху демократичних реформ, керівник Центру з міжнаціональних проблем і захисту прав людини.
У 1992—1993 роках — професор кафедри політології Московського державного інституту міжнародних відносин МЗС Російської Федерації.
Представляв інтереси КПРС під час слухання справи в Конституційному суді. У лютому 1993 року брав участь в роботі II з'їзду Комуністичної партії РРФСР, на якому вона була відновлена під назвою Комуністична партія Російської Федерації (КПРФ).
У 1993—1994 роках — заступник голови Державного комітету Російської Федерації у справах федерації і національностей.
У лютому 1994 — січні 1995 року — заступник міністра Російської Федерації у справах національностей та регіональної політики. У листопаді — грудні 1994 року очолював Робочу комісію Уряду РФ з проведення переговорів з проблем врегулювання обстановки в Чеченській Республіці.
З 11 грудня 1994 року — заступник голови Урядової комісії у справах співвітчизників за кордоном.
11 січня — 5 липня 1995 року — 1-й заступник міністра Російської Федерації у справах національностей та регіональної політики. З 13 січня 1995 року — координатор діяльності робочих груп при Громадській раді при голові Уряду РФ з питань врегулювання ситуації в Чеченській Республіці. З 7 березня 1995 року — член Міжвідомчої ради з координації діяльності російських центрів науки і культури за кордоном.
5 липня 1995 — червень 1998 року — міністр Російської Федерації у справах національностей та федеративних відносин. З червня 1998 року по травень 1999 року — 1-й заступник секретаря Ради безпеки Російської Федерації. 25 травня 1999 — 6 січня 2000 року — міністр Російської Федерації у справах національностей та федеративних відносин.
З 1998 року — завідувач кафедри національних, федеративних і міжнародних відносин Російської академії державної служби.

## Нагороди
- орден «За заслуги перед Вітчизною» IV ступеня (Російська Федерація) (11.04.2008)
- орден Трудового Червоного Прапора
- орден «Знак Пошани»
- медалі
- Заслужений діяч науки Російської Федерації (15.03.1999)
- Премія Президента Російської Федерації за внесок в зміцнення єдності російської нації 2017 року (4.11.2017)